# Rabiu Afolabi
Rabiu Afolabi (Osogbo, Nigéria, 1980. április 18. –) nigériai labdarúgó, aki jelenleg a Red Bull Salzburgban játszik hátvédként.

## Pályafutása
Afolabi a NEPA Lagos csapatában kezdte pályafutását 1997-ben. Még ebben az évben leigazolta a belga Standard Liège. Eleinte nem tudott bekerülni a csapatba, ezért a 2000/01-es szezont kölcsönben a Napolinál töltötte. Ott egyetlen mérkőzésen sem kapott lehetőséget, de visszatérése után fontos tagja lett a Standard Liège-nek. 2003-ban az Austria Wien játékosa lett, ahol két évet töltött el, mielőtt a Sochaux-hoz szerződött volna. A 2008/09-es idény végén ingyen igazolt a Red Bull Salzburghoz.

## Válogatott
Afolabi részt vett az 1999-es ifjúsági világbajnokságon, ahol ő volt Nigéria csapatkapitánya. 2000. június 17-én, egy Sierra Leone elleni vb-selejtezőn. Ott volt a 2002-es világbajnokságon és behívót kapott a 2010-es tornára is.

## Külső hivatkozások
- Hivatalos honlapja
- Statisztikái a Guardian honlapján
- Válogatottbeli statisztikái Archiválva 2012. február 19-i dátummal a Wayback Machine-ben

## Fordítás
- Ez a szócikk részben vagy egészben  a   Rabiu Afolabi című angol Wikipédia-szócikk fordításán alapul.  Az eredeti cikk szerkesztőit annak laptörténete sorolja fel. Ez a jelzés csupán a megfogalmazás eredetét és a szerzői jogokat jelzi, nem szolgál a cikkben szereplő információk forrásmegjelöléseként.